# Kolhorn
Kolhorn is een dorp in de Westfriese gemeente Hollands Kroon in de provincie Noord-Holland.
Het dorp ligt zo'n 8 kilometer ten oosten van de stad Schagen.

## Geschiedenis
Kolhorn wordt voor het eerst in 1288 genoemd. Maar waarschijnlijk duidt het dan de ligplaats, een kleine haven die zo genoemd werd op de plek waar later het dorp is ontstaan. De eerste vermelding als plaats is in 1518 wanneer het Kolhoiren wordt genoemd. In 2018 vierden de bewoners het 600-jarig bestaan van het dorp. Dit vanwege het feit dat de kerkklok in de klokkenstoel uit 1418 stamt. Deze is waarschijnlijk gegoten door Willam Butendiic en kan erop wijzen dat het dorp minstens sindsdien heeft bestaan.
Het dorp Colhorn, zoals het in 1573 werd genoemd, lag tot 1844 aan de Zuiderzee en was een vissersdorp. Sinds het inpolderen van de Groetpolder, de Waardpolder en de Wieringermeer ligt het dorp zo'n 20 kilometer landinwaarts.
Overblijfselen van de vroegere situatie zijn nog te zien op de Westfriese Omringdijk. Op de dijk staan nog een paar oude boeten (schuren). Hierin werd vroeger turf en andere handelswaar opgeslagen in afwachting van verder vervoer landinwaarts. In de boeten zijn twee musea gehuisvest. Kolhorn is grotendeels rijksbeschermd dorpsgezicht. Het dorp heeft ook een dorpskerk uit de 17e eeuw de Laurenskerk.

## Geboren in Kolhorn
- Jacob Kistemaker (1917 – 2010), natuurkundige.

## Fotogalerij

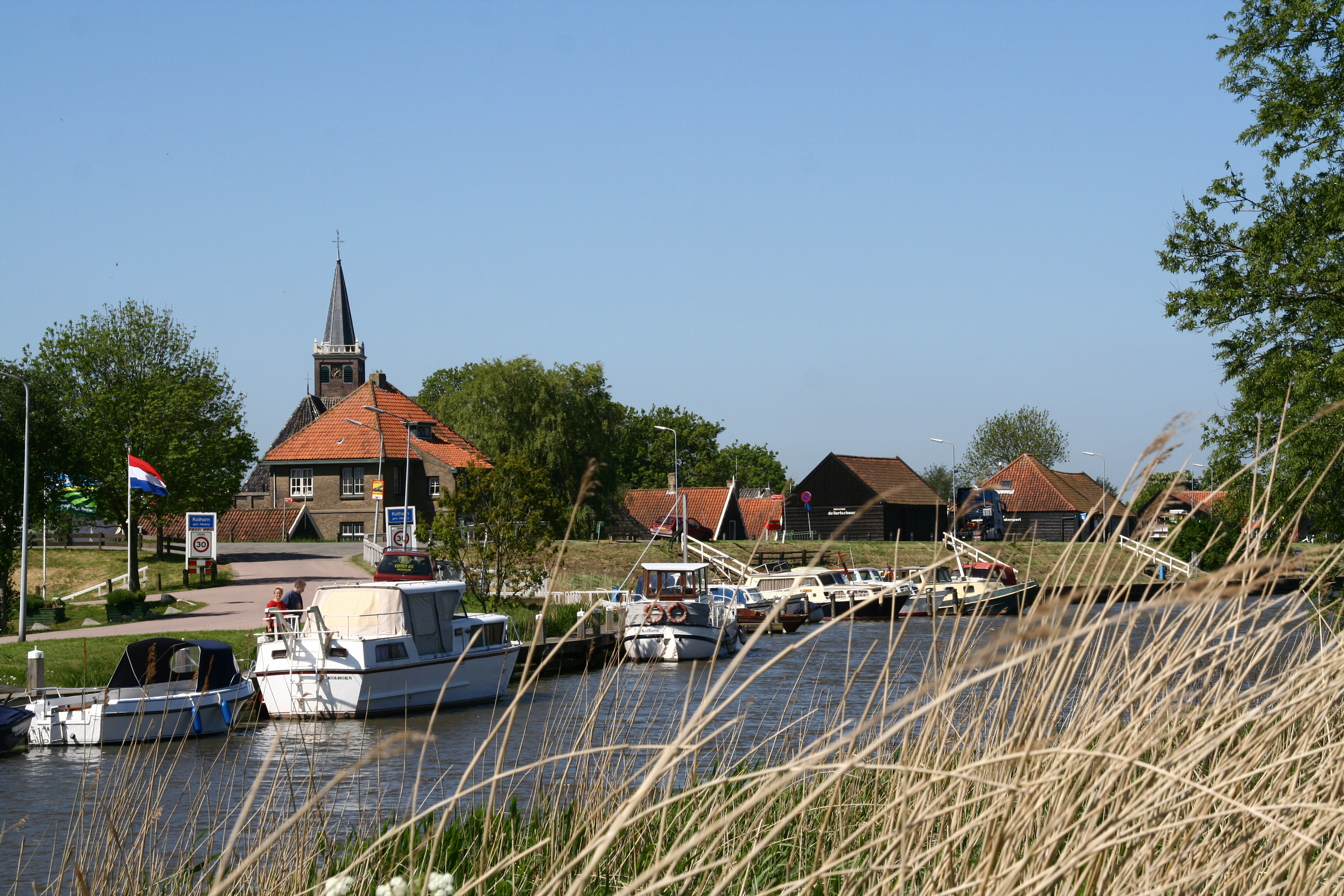
Links gemaal Schager Kogge, rechts de Turfschuren op de Westfriese dijk te Kolhorn.
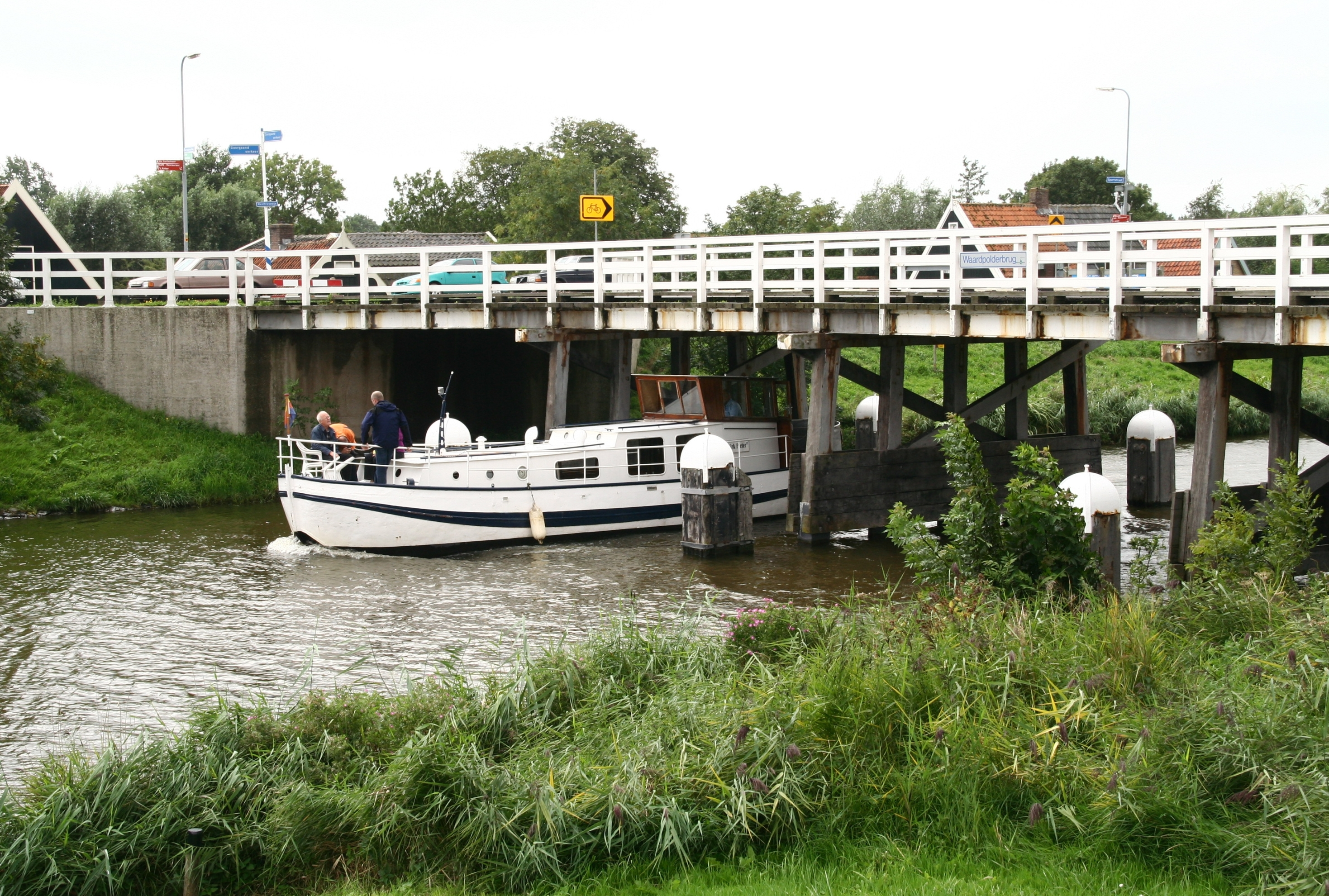
De Dirk Pieter, eerst zeilend vrachtschip uit 1901 en in 1915 omgebouwd tot motorvrachtschip.
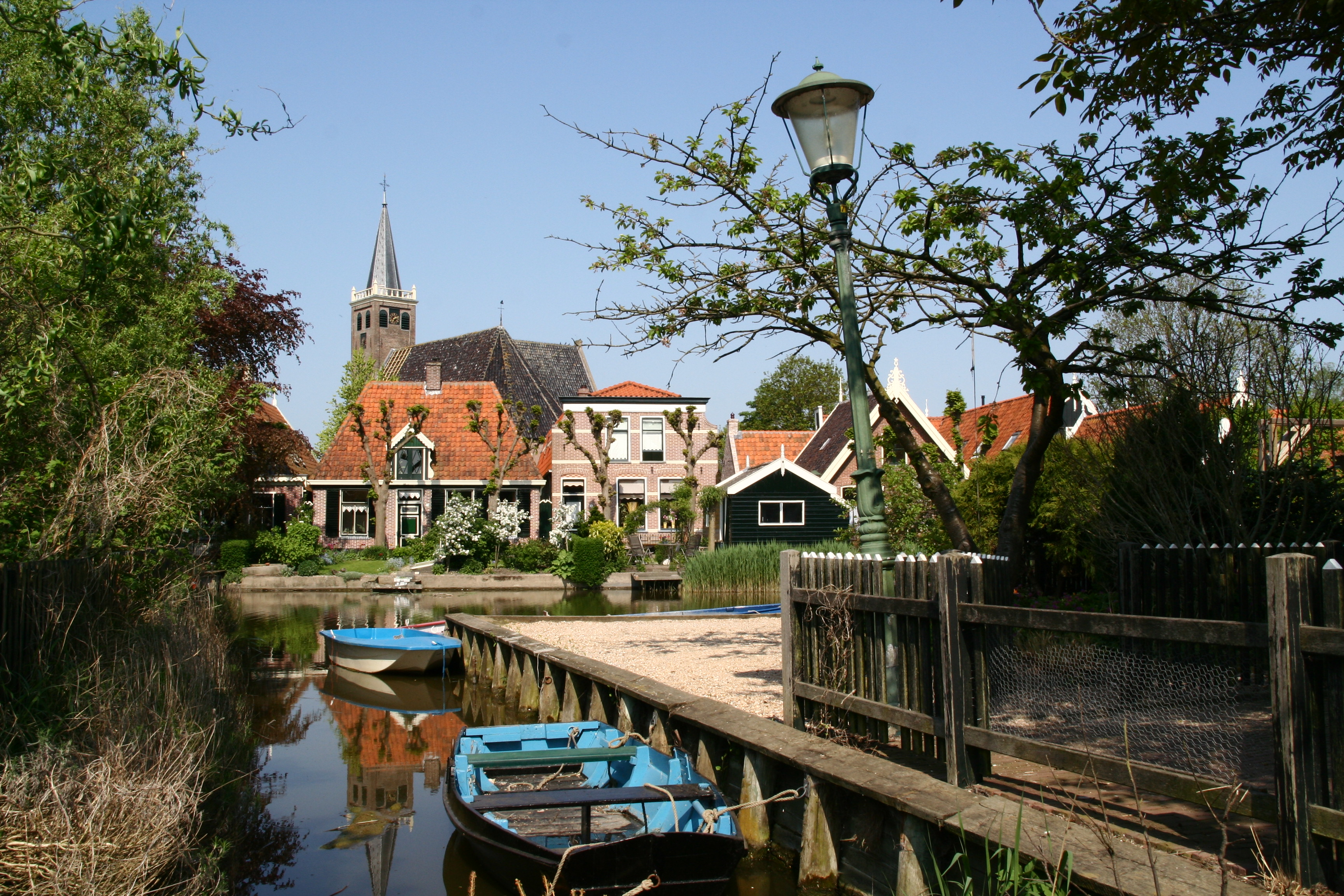
Insteekhaven die ooit bij een scheepshelling hoorde op het Keern.
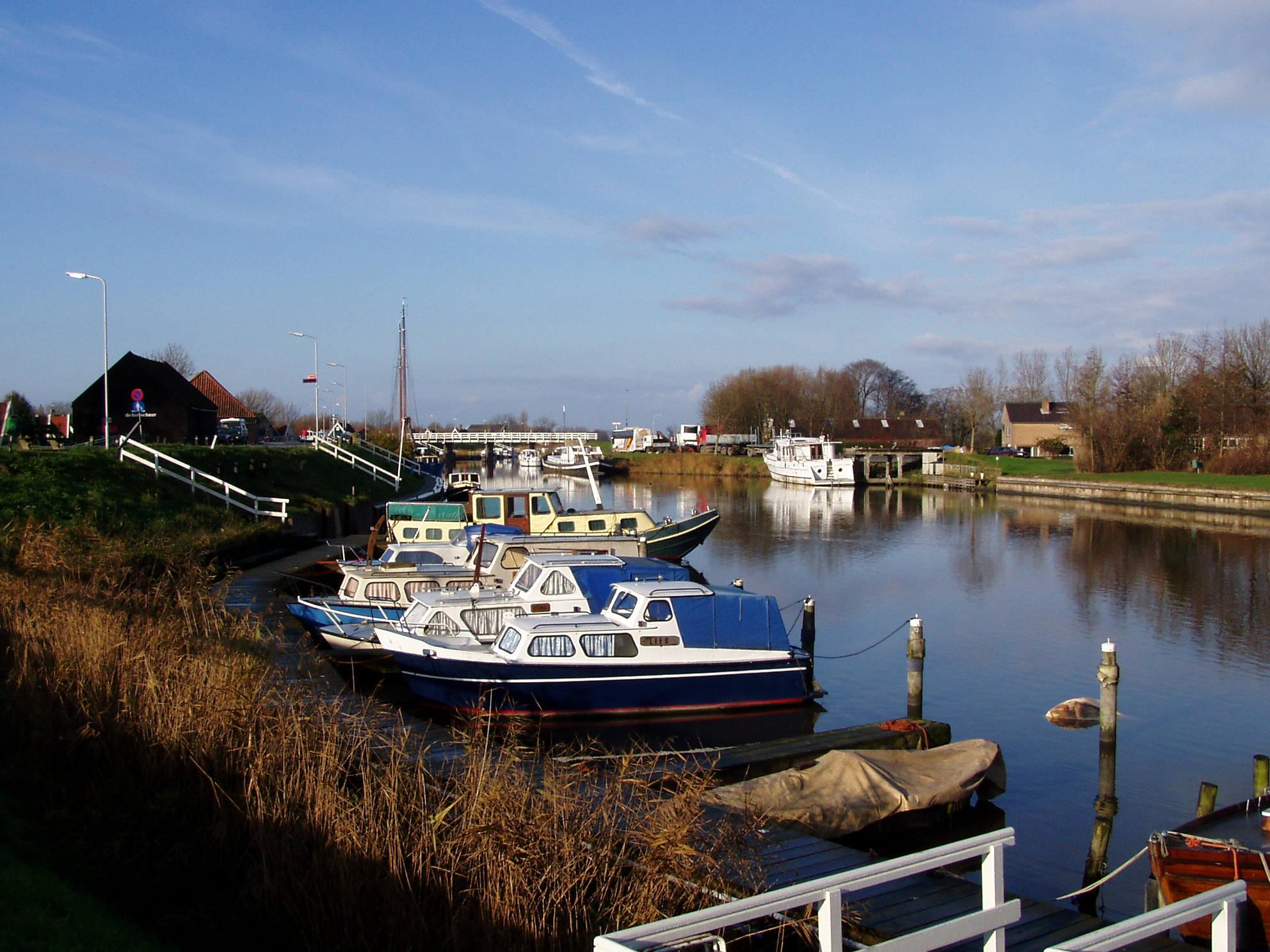
Bootjes overwinteren in de kleine gezellige jachthaven van Kolhorn.
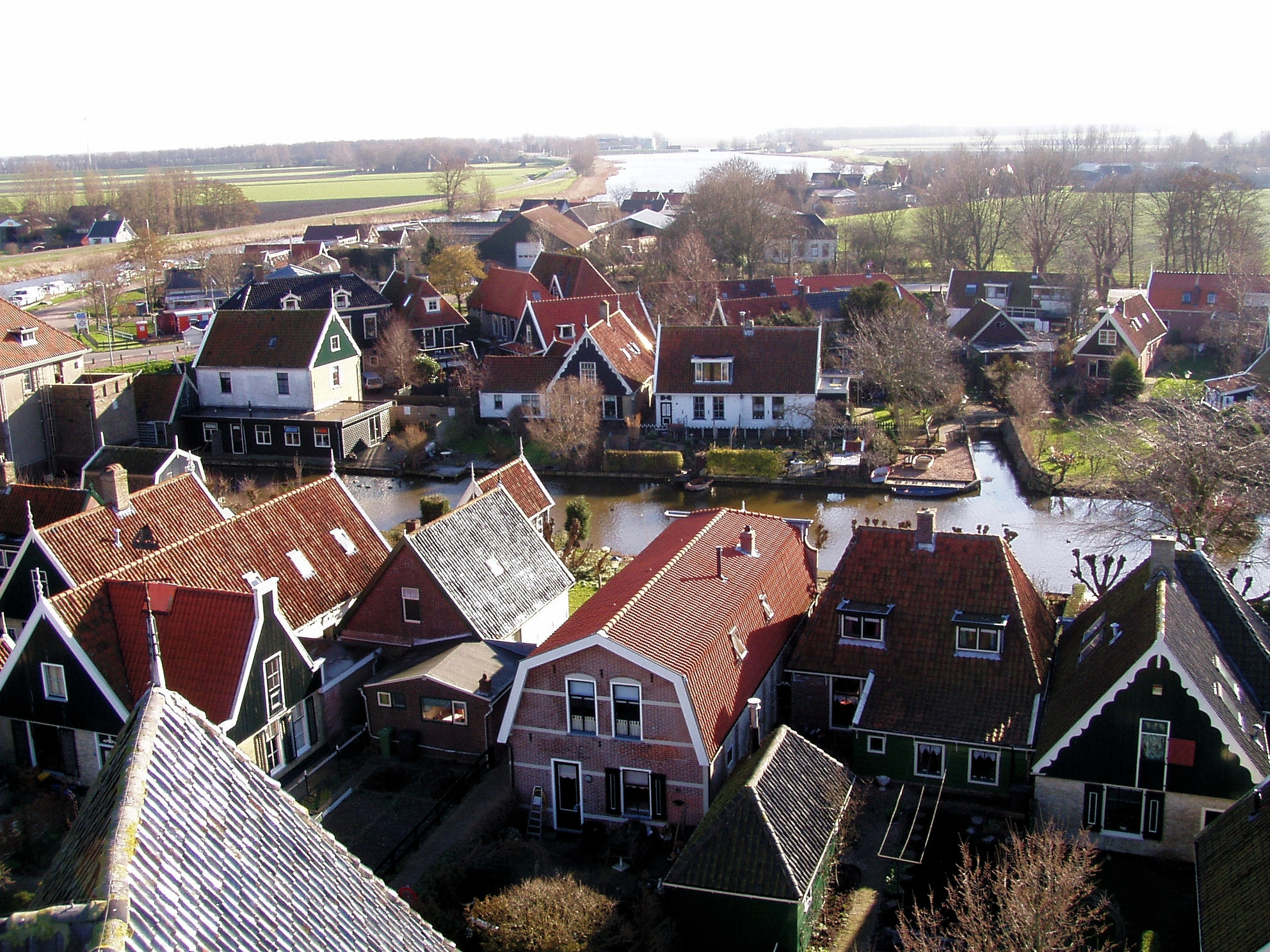
Het Keern, gezien vanaf de Laurenskerk.
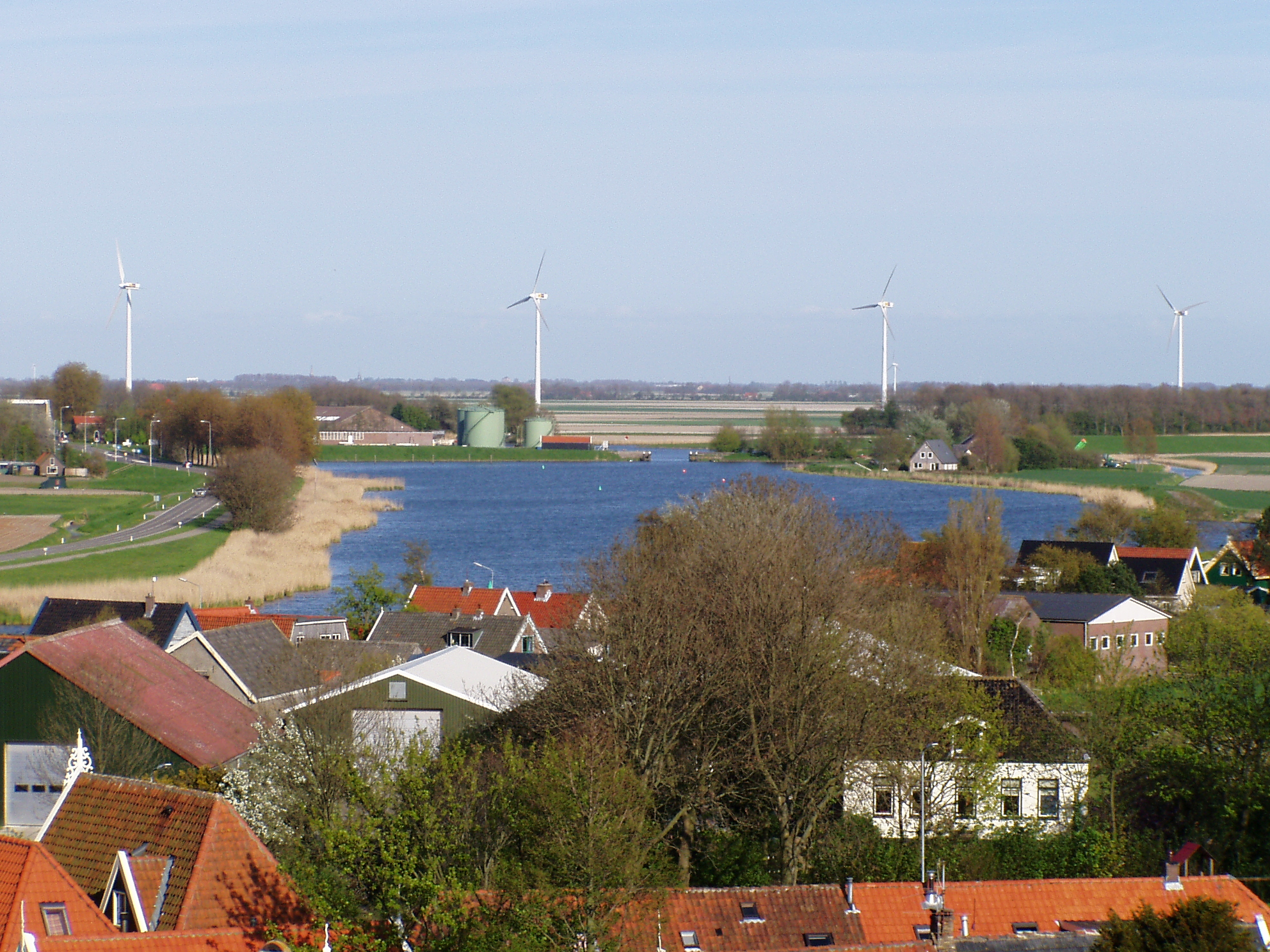
Kolhornerdiep: gelegen ten oosten van Kolhorn.
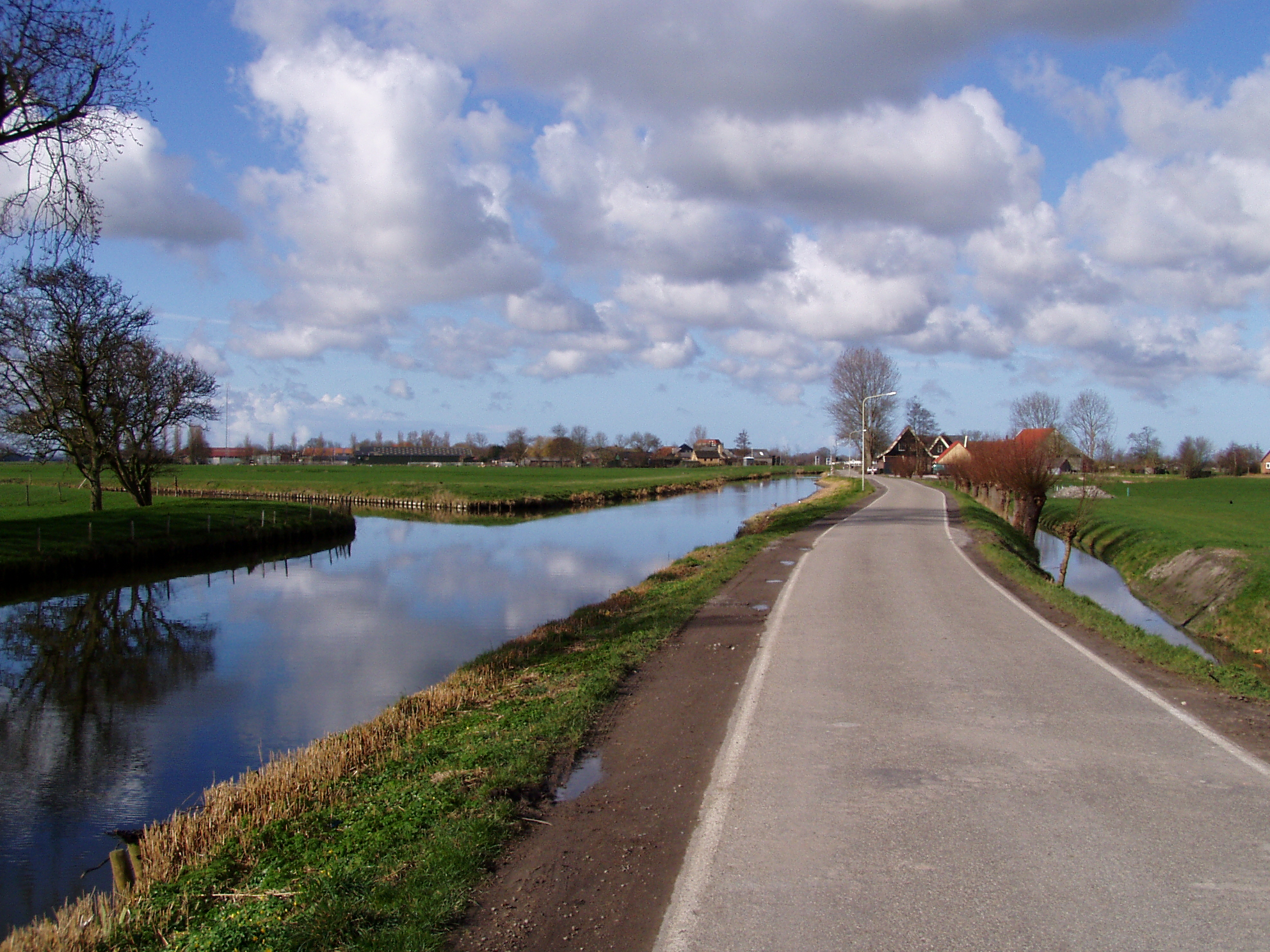
Kolhornerkade: uitvalsweg richting Barsingerhorn.
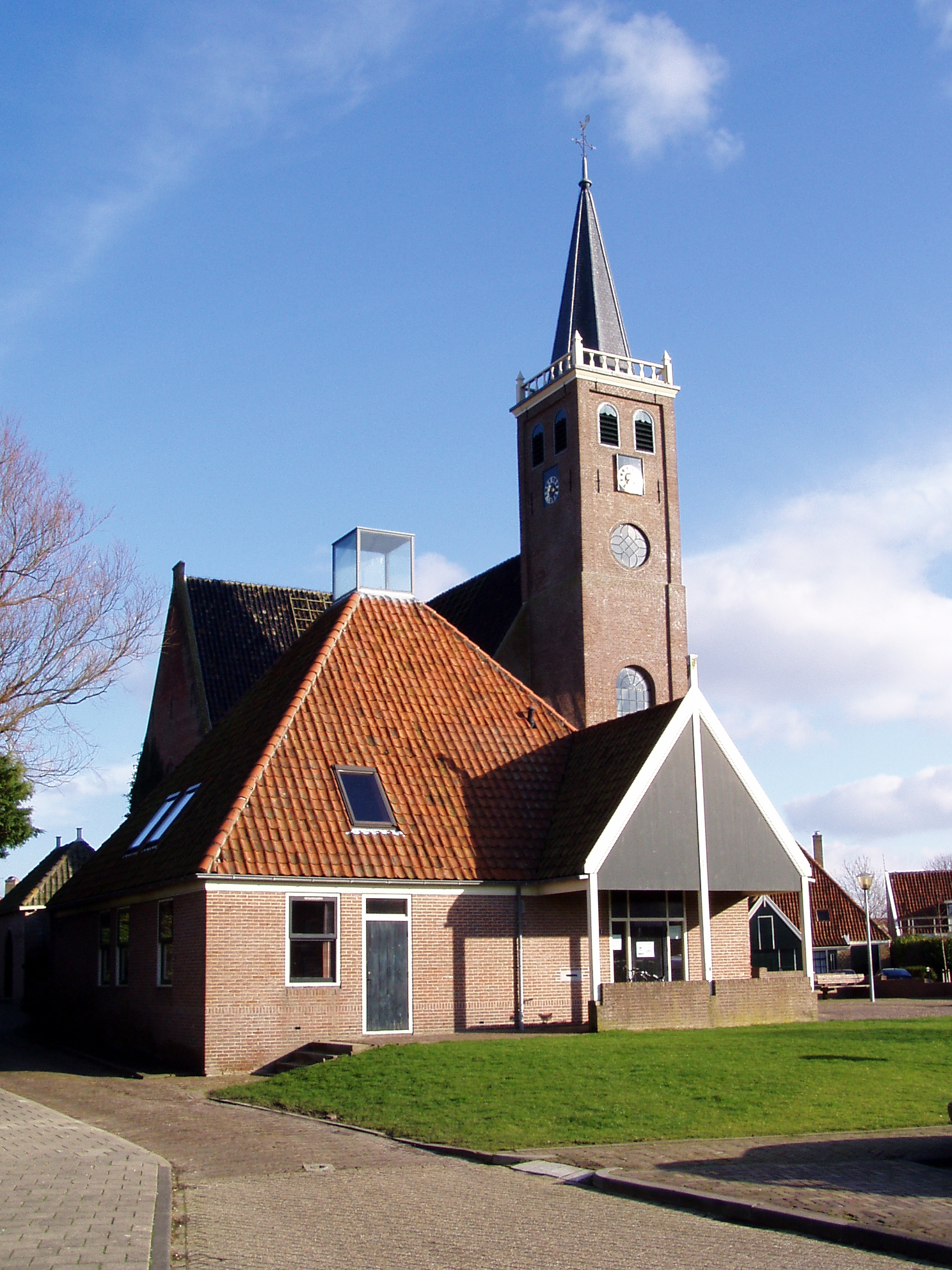
De Laurenskerk uit 1645, Kerkepad 3 te Kolhorn.
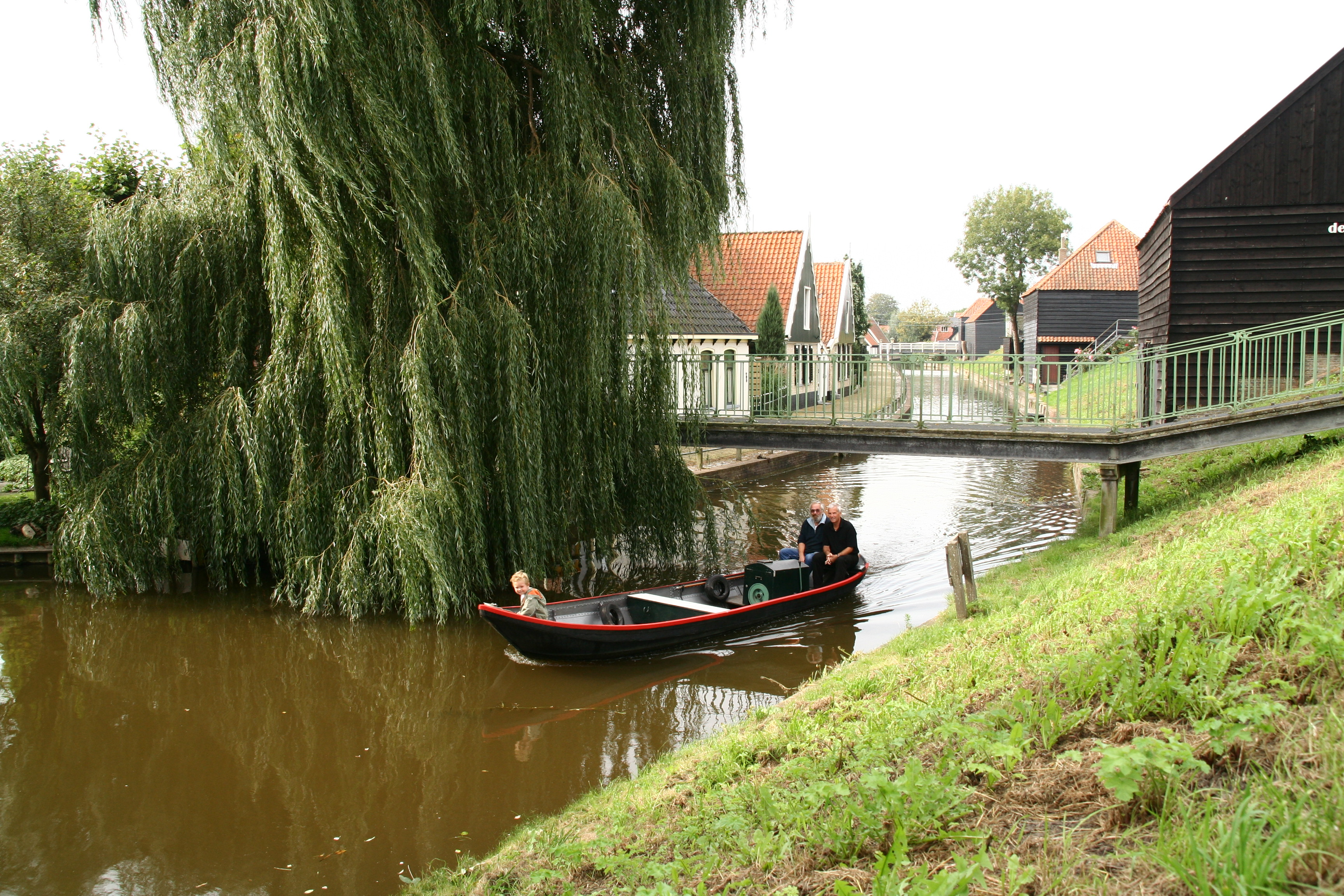
Oude Streek: oudste straatje van Kolhorn met de Schoolbrug.
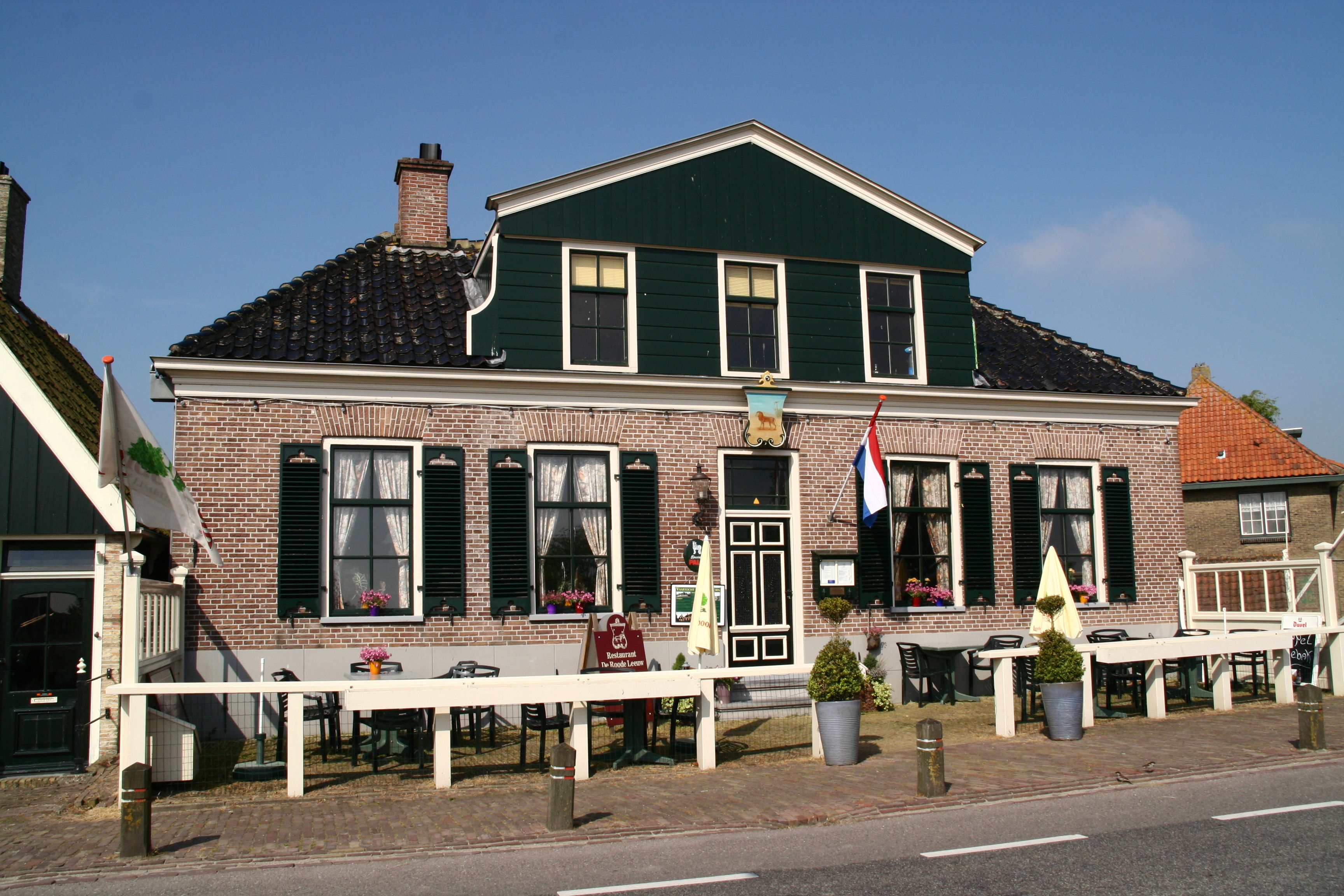
Ooit Logement en Kaatsbaan nu een restaurant De Roode Leeuw.
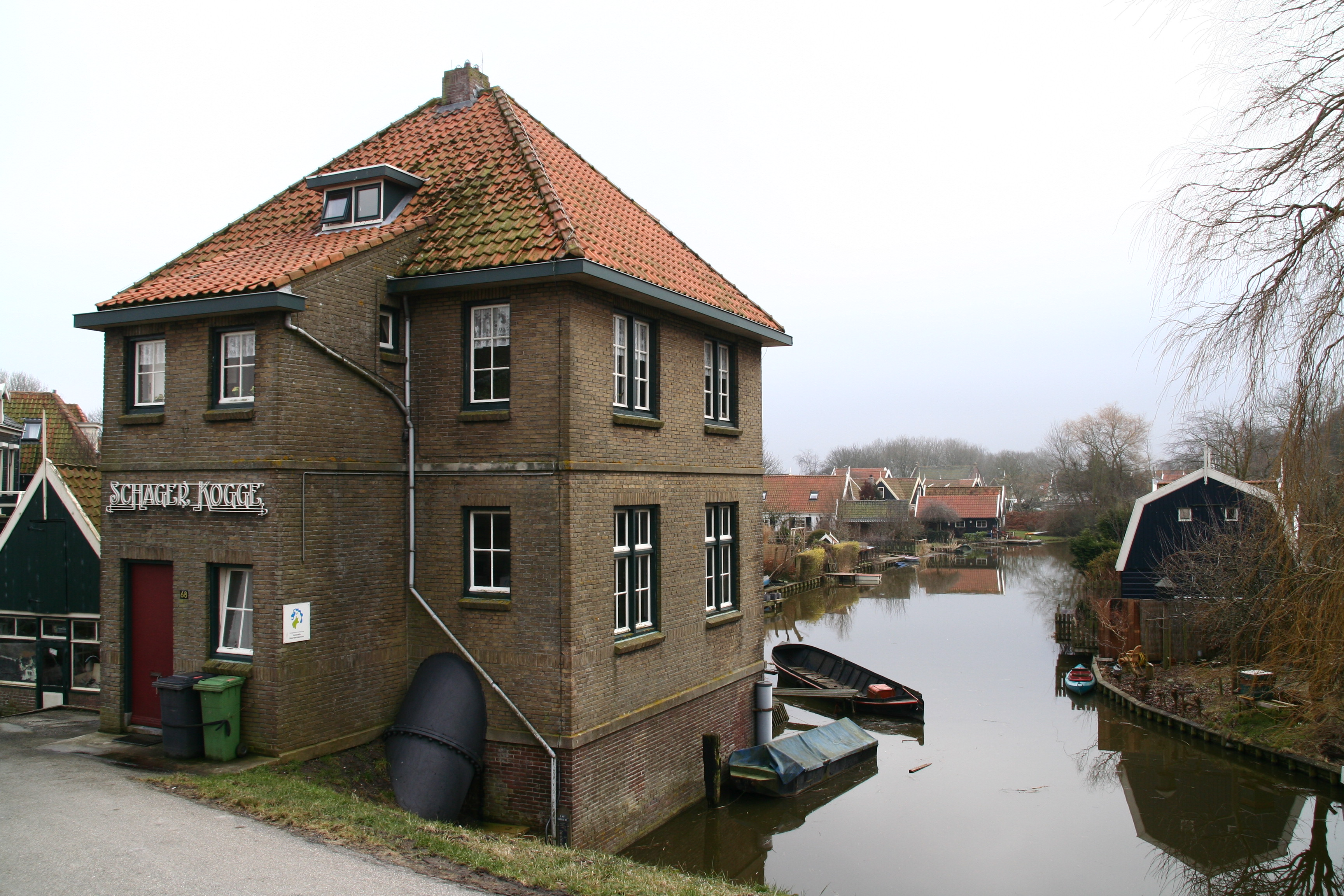
Gemaal Schager Kogge.
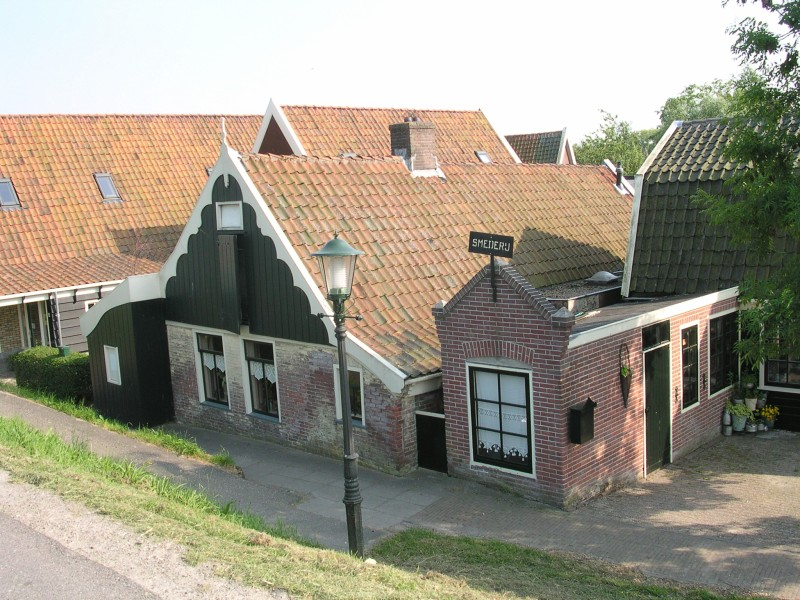
De oude smederij